# Кьярано
Кьярано (итал. Chiarano) — коммуна в Италии, располагается в провинции Тревизо области Венеция.
Население составляет 3114 человека, плотность населения составляет 164 чел./км². Занимает площадь 19 км². Почтовый индекс — 31040. Телефонный код — 0422.
Покровителем коммуны почитается святой апостол Варфоломей, празднование 24 августа.